# كاثي تايسون
كاثي تايسون (بالإنجليزية: Cathy Tyson)‏ هي ممثلة بريطانية، ولدت في 12 يونيو 1965 في المملكة المتحدة.

## أعمال

### أفلام
- (1986) مونا ليزا

## وصلات خارجية
- كاثي تايسون على موقع IMDb (الإنجليزية)
- كاثي تايسون على موقع ألو سيني (الفرنسية)
- كاثي تايسون على موقع ميوزك برينز (الإنجليزية)
- كاثي تايسون على موقع أول موفي (الإنجليزية)
- كاثي تايسون على موقع قاعدة بيانات الأفلام السويدية (السويدية)
- كاثي تايسون على موقع قاعدة بيانات الفيلم (الإنجليزية)
- كاثي تايسون على موقع كينوبويسك (الروسية)